# Albert Richter (Forstwissenschaftler)

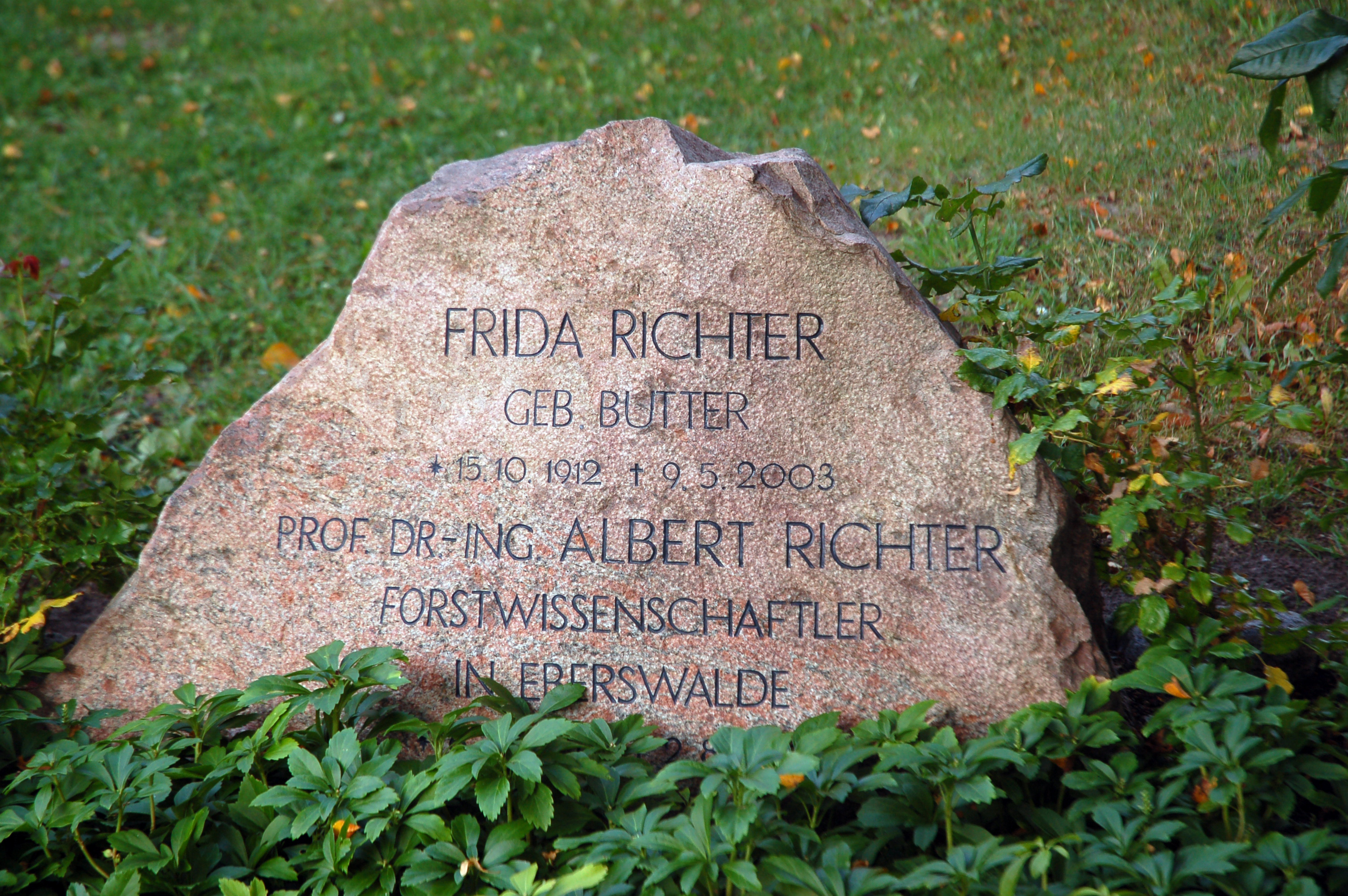
Grabstein auf dem Klosterfriedhof Chorin

Albert Richter (* 6. Mai 1909 in Loßnitz, Sachsen; † 2. August 2007 in Eberswalde, Brandenburg) war ein bedeutender deutscher Forstwissenschaftler. Er entwickelte ab den 1950er-Jahren ein neues Forsteinrichtungsverfahren für die Deutsche Demokratische Republik (DDR). Daneben ist Richter vor allem mit forsthistorischen Arbeiten hervorgetreten, darunter einer Biografie Heinrich Cottas. Als Professor und Institutsdirektor an der Forstlichen Hochschule Eberswalde (später Akademie-Institut für Forstwissenschaften und heute Fachhochschule) erwies er sich als erfolgreicher Wissenschaftsorganisator, der in Eberswalde das zeitweise größte Forstliche Forschungsinstitut Europas aufbaute und zu internationalem Ansehen führte. Dennoch erfuhr der parteilose Nationalpreisträger auch mannigfache politische Repressalien durch die SED-Machthaber.

## Leben und Wirken

### Ausbildung und berufliche Anfänge
Der aus dem ehemaligen Waldhufendorf Loßnitz stammende Albert Richter war der Sohn eines Revierförsters. Nach dem Abitur am humanistischen Gymnasium in Freiberg führten ihn die ersten Studiensemester zunächst an die Universität Leipzig, wo er Grundlagenfächer für sein anschließendes Forststudium in Tharandt hörte. Zu seinen Lehrern in Tharandt gehörten Franz Heske, Gustav A. Krauss, Konrad Rubner und Johann Jentsch, sein späterer Doktorvater. 1932 schloss Richter sein Studium als Diplomforstingenieur ab und trat in die Sächsische Staatsforstverwaltung ein. Noch während des Referendariats, das er mit der Großen Forstlichen Staatsprüfung als Forstassessor beendete, unternahm er im Auftrag der Landesforstverwaltung wissenschaftliche Arbeiten. Diese führten zu seiner Dissertation Geschichte der Organisation der Sächsischen Staatsforstverwaltung, mit der er 1935 bei Jentsch in Tharandt zum Dr.-Ing. promoviert wurde. Die umfangreiche Darstellung der Forstorganisation von ihren Anfängen 1541 bis hin zum Jahr 1932 

„gehört ganz zweifellos zu den besten forstgeschichtlichen Arbeiten ihrer Art. Eine ähnlich umfassende Darstellung einer Verwaltungsgeschichte ist für kein anderes Land bekannt“

 Konsequent enthielt sich Richter darin jeglicher Eloge auf das NS-Regime und den zugehörigen Zeitgeist. Der Arbeit wurde allerdings ein Vorwort Jentschs beigegeben, das offenkundig diesen „Mangel“ beheben sollte. In den folgenden Jahren betätigte sich Albert Richter innerhalb der Sächsischen Staatsforstverwaltung in der Forsteinrichtung und brachte es bis 1939 zum Forstmeister. Den Zweiten Weltkrieg erlebte er ab 1942 als Offizier der Wehrmacht. Zum 1. Mai 1937 war er der NSDAP beigetreten (Mitgliedsnummer 4.763.801).

### Die Cotta-Biografie
Nach Kriegsende wieder in Sachsen, verdiente Albert Richter seinen Lebensunterhalt von 1945 bis 1949 zunächst als Waldarbeiter und 1949/50 als Forsteinrichter, wobei er auch an der landesweiten Forsterhebung der DDR mitwirkte. Neben diesen Tätigkeiten erarbeitete er in Abend- und Nachtstunden sein allgemein bekanntestes Werk, Heinrich Cotta. Leben und Werk eines deutschen Forstmannes. Mit dieser noch heute (2007) maßgeblichen und einzigen ausführlichen Biografie dieses „forstlichen Klassikers“ wurde er 1950 in Eberswalde habilitiert. Es war dies nicht nur die erste eigenständige Lebensbeschreibung eines deutschen Forstmannes in Buchform seit dem 1855 veröffentlichten Dr. Johann Matthäus Bechstein und die Forstacademie Dreißigacker. Ein Doppel-Denkmal von Ludwig Bechstein, sondern sie wurde auch „zu einem der schönsten und bewegendsten Bücher der Forstliteratur“ (Gerd Hildebrandt). Die Idee zu diesem Buch stammte noch aus seiner Studentenzeit, als er bei Angehörigen der Familie Cotta gewohnt hatte: „Das Haus, das einst ein Sohn Heinrich Cottas gekauft hatte, war angefüllt mit Urväterhausrat und forstlichen Erinnerungen aller Art. Mochte die Altertümlichkeit der Einrichtung vielleicht manchen befremden, für mich als Liebhaber von Zeugnissen der Vergangenheit war sie anregend und bald anheimelnd“, wie sich Albert Richter im Vorwort seiner Cotta-Biografie erinnerte. Zunächst blieb es jedoch bei dem Gedanken, eine Gesamtdarstellung des Lebens Heinrich Cottas zu verfassen. Richter beschäftigte sich aber weiter mit dem bedeutenden Forstwissenschaftler und trug in den folgenden Jahren Stück für Stück seine Schriften zusammen, erwarb Briefe und Stiche in Antiquariaten. Dienstliche Verpflichtungen und der Krieg machten das konkrete Vorhaben, die Biografie etwa zu Cottas 180. Geburtstag 1943 oder zu seinem 100. Todestag 1944 zu vollenden, zunächst zunichte. In den schwierigen Nachkriegsjahren setzte Richter den Plan dann aber in die Tat um. „Die Gestalt Heinrich Cottas ist mir während dieser Zeit zu einem väterlichen Freund geworden, von dem ich nicht durch mehr als ein Jahrhundert getrennt bin. Er hat mir geholfen, mit manchem Problem unserer Zeit fertig zu werden, und ich habe ihm mehr zu verdanken, als ich es in diesem Zusammenhang ausdrücken kann und mag.“

### Wissenschaftliche Karriere in Eberswalde
Seine Hochschullaufbahn begann Albert Richter 1950 an der Forstwirtschaftlichen Fakultät in Eberswalde als Direktor des Instituts für Forsteinrichtung, verbunden mit einer Professur mit vollem Lehrauftrag für Forsteinrichtung, Forstvermessung und Forstwirtschaftsgeschichte. Diese Fächer vertrat er dann ab 1953 auch als Lehrstuhlinhaber. Nach Einrichtung der Deutschen Akademie der Landwirtschaftswissenschaften zu Berlin übernahm er ab 1954 zusätzlich die Funktion als Direktor des Instituts für Forstwissenschaften Eberswalde. Darin wurden Reste der vormaligen Preußischen Versuchsanstalt mit neu geschaffenen Forschungsabteilungen vereinigt und zu einer leistungsfähigen Großforschungsanstalt ausgebaut. Dafür entstanden zwischen 1953 und 1958 auch entsprechende Neubauten an der Alfred-Möller-Straße (heute Waldcampus der FH). Albert Richter erwies sich dabei als wirksamer Wissenschaftsorganisator, dem es gelang, Eberswalde zum zeitweise größten Forstlichen Forschungsinstitut Europas zu machen und dank eines tüchtigen Mitarbeiterstabes zu internationalem Ansehen zu führen. Durch seine Schule sind weit mehr als 500 Studenten gegangen und eine Reihe seiner engeren Schüler und Mitarbeiter wurden selbst namhafte Forstwissenschaftler – unter ihnen Gerd Hildebrandt, Albrecht Milnik und Ekkehard Schwartz.
Unter der methodischen Federführung Albert Richters entwickelten die Eberswalder Wissenschaftler ein neues Forsteinrichtungsverfahren, das für die gesamte DDR verbindlich eingeführt wurde. Mit der 1953 erlassenen Vorläufigen Betriebsregelungsanweisung (VBRA) konnten Forsteinrichtung und Forstverwaltung unvertretbaren Einschlagsauflagen entgegenwirken und wieder gemäß dem forstlichen Nachhaltigkeitsprinzip wirtschaften. Obwohl es inhaltliche Streitigkeiten um die Umsetzung des Forsteinrichtungsverfahrens gab, erhielt Richter dafür 1955 als erster Forstwissenschaftler den wissenschaftlichen Nationalpreis der DDR. Er förderte zudem die Weiterentwicklung der mathematisch-statistischen Verfahren der Holzvorrats- und Zuwachsaufnahme und führte eine permanente forstliche Großrauminventur in den Wäldern der DDR ein. Die von ihm entwickelten Methoden fasste er 1963 in dem Lehrbuch Einführung in die Forsteinrichtung zusammen, einem DDR-Standardwerk auf diesem Gebiet. Richters Betonung eines standortgerechten Waldbaus lag ganz auf der Linie, die – ausgehend von Friedrich Wilhelm Leopold Pfeil und auf dem ökologischen Waldbau von Alfred Dengler fußend – als die so genannte „Eberswalder Schule“ bekannt ist. Wichtiger Markstein hierfür war das zusammen mit Egon Wagenknecht, Alexis Scamoni und Jobst Lehmann verfasste Werk Wege zu standortgerechter Forstwirtschaft. Eberswalde 1953 (1956).
Als Leiter der Forschungsabteilung Forstwirtschaftsgeschichte begründete Albert Richter zudem den forsthistorischen Fundus in Eberswalde. Zu den Forschungsaufgaben, die unter seiner Leitung bis 1969 ausgeführt wurden, gehörten Untersuchungen der Waldverbreitung während der vergangenen 150 Jahre, zur Geschichte des Gemeineigentums, zu den Waldeigentumsverhältnissen nach 1945 auf dem Gebiet der DDR und zur sozialen Lage der Waldarbeiter.
Doch der politische Druck durch die SED-Machthaber, denen die Forstwirtschaftliche Fakultät in Eberswalde zunehmend zu selbstständig und missliebig geworden war, führte dazu, dass die Fakultät 1963 als Lehranstalt geschlossen wurden, aus politischen Gründen ab 1969 alle forstwirtschaftsgeschichtlichen Arbeiten eingestellt werden mussten und der parteilose Richter schließlich in diesem Zusammenhang 1970 vorzeitig emeritiert wurde. Mit dieser Bestrafung hatten die Machthaber seine wissenschaftliche Karriere jäh abgewürgt und ihm Jahre wissenschaftlichen Arbeitens genommen. Nach der Zäsur 1963 war es ihm jedoch noch gelungen, nahezu die gesamte materielle und personelle Ausstattung in das neue Akademieinstitut für Forstwissenschaften zu überführen und die Forschungskapazität im Wesentlichen zu erhalten, was er später als seinen größten beruflichen Erfolg bezeichnet hat.
Auf den wissenschaftlich und kulturell vielseitig interessierten Richter geht zudem der Anstoß für den späteren Choriner Musiksommer zurück. Das erste Konzert am 23. Mai 1964 war zunächst nur als eine betriebliche Kulturinitiative gedacht, um für die Mitarbeiter des Institutes für Forstwissenschaften in Eberswalde eine Musikveranstaltung zu organisieren. Da diese Veranstaltungen auch über die engeren forstlichen Kreise hinaus sehr gut ankamen, entwickelte sich daraus der Musiksommer.

### Nach der Wende
Unmittelbar nach der Deutschen Wiedervereinigung begann bereits die Vergangenheitsbewältigung dieses Punktes der DDR-Geschichte. In einem offenen Brief setzte sich der Wissenschaftliche Rat der Forschungsanstalt für Forst- und Holzwirtschaft Eberswalde im Dezember 1991 für eine Rehabilitierung Richters ein, die umgehend erreicht wurde. Durch den Minister für Wissenschaft, Forschung und Kultur des Landes Brandenburg, Hinrich Enderlein wurde er 1992 zum Mitglied der Gründungskommission der Fachhochschule Eberswalde berufen und übernahm als über 80-Jähriger zunächst auch wieder die Vorlesungen in Forstwirtschaftsgeschichte.
In Würdigung vor allem für seine forsthistorischen Arbeiten wurde Albert Richter 1995 während der Tagung des Hessischen Forstvereins in Hungen mit dem mit 10.000 DM dotierten Georg-Ludwig-Hartig-Preis ausgezeichnet. Anlässlich seines 90. Geburtstages veranstalteten die Landesforstanstalt Eberswalde und die Fachhochschule Eberswalde am 17. Mai 1999 ein Ehrenkolloquium.
Über seine forstliche Arbeit hinaus interessierte sich Richter sehr für Heimatgeschichte und war Mitglied im Verein für Heimatkunde zu Eberswalde e. V. An seiner leidenschaftlichen Sammeltätigkeit auf den verschiedensten Gebieten – vor allem antike Münzen, Glasmarken und Kalendarien hatten es ihm angetan – ließ er die Öffentlichkeit durch Münzausstellungen und Vorträge teilhaben.
Albert Richter, der zusammen mit seiner Frau im Eberswalder „Forsthaus an der Darre“ gewohnt hatte, starb am 2. August 2007. Seine letzte Ruhestätte fand er auf dem Klosterfriedhof Chorin, wo er am 13. August 2007 neben seinen Professorenkollegen Alexis Scamoni und Egon Wagenknecht beigesetzt wurde.

## Schriften (Auswahl)
- Geschichte der Organisation der Sächsischen Staatsforstverwaltung, Dresden und Tharandt 1935 (auch als Dissertationsschrift)
- Heinrich Cotta. Leben und Werk eines deutschen Forstmannes, Habilitationsschrift, Dresden 1950 (als Buch: Radebeul und Berlin 1950; 2. Auflage Radebeul und Berlin 1952)
- Wesen und Aufgaben forstwirtschaftsgeschichtlicher Lehre und Forschung, Sitzungsberichte der Deutschen Akademie der Landwirtschaftswissenschaften zu Berlin (Band 2, Heft 5), Leipzig 1953
- als Mitverfasser: Wege zu standortgerechter Forstwirtschaft. Eberswalde 1953, Radebeul und Berlin 1956
- Über Bedeutung und Anwendung von Stichprobeerhebungen in der Forstwirtschaft. Gehalten vor dem Plenum der Deutschen Akademie der Landwirtschaftswissenschaften zu Berlin am 18. April 1958, Sitzungsberichte der Deutschen Akademie der Landwirtschaftswissenschaften zu Berlin (Band 7, Heft 9)
- Aufgaben und Methoden standortgerechter Forsteinrichtung, Sitzungsberichte der Deutschen Akademie der Landwirtschaftswissenschaften zu Berlin (Band 8, Heft 2), Berlin 1958
- Vom Sinn der Akademie in unserer Zeit, Sitzungsberichte der Deutschen Akademie der Landwirtschaftswissenschaften zu Berlin (Band 10, Heft 12), Berlin 1961
- Einführung in die Forsteinrichtung, Radebeul 1963